# Prowincja Salerno
Prowincja Salerno (wł. Provincia di Salerno) – prowincja we Włoszech. 
Nadrzędną jednostką podziału administracyjnego jest region (tu: Kampania), a podrzędną jest gmina.
Liczba gmin w prowincji: 158.